# Gwynne Evans
Pour les articles homonymes, voir Evans.
Gwynne Evans (né le 3 septembre 1880 dans le Missouri et mort le 21 janvier 1965 aux États-Unis) est un joueur de water-polo et nageur américain. Il a participé aux Jeux olympiques d'été de 1904 où il a remporté la médaille de bronze dans le tournoi de water-polo et également dans le relais 4 x 50 yards en natation.

## Palmarès
- Jeux olympiques d'été de 1904 à Saint-Louis (États-Unis) :
  -  Médaille de bronze en water-polo
  -  Médaille de bronze en relais 4 x 50 yards nage libre